# Trương Húc
Trương Húc (張旭, khoảng 658 - 747), tên chữ Bá Cao (伯高); là nhà thơ và là nhà thư pháp nổi tiếng thời nhà Đường, Trung Quốc.

## Tiểu sử sơ lược
Ông là người Tô Châu, tỉnh Giang Tô, Trung Quốc. Trong thời Khai Nguyên, đời vua Đường Huyền Tông, Trương Húc làm quan đến Thường thục úy, về sau thăng đến Hữu suất phủ trưởng Sử (右率府長史), nên còn được gọi là Trương trưởng sử.
Ông cùng với Hạ Tri Chương, Trương Nhược Hư và Bao Dung được người đương thời liệt vào "Ngô trung tứ sĩ" (Bốn danh sĩ đất Ngô).
Ngoài tài thơ, hay rượu, Trương Húc còn là một nhà thư pháp nổi tiếng. Đặc biệt ông giỏi "cuồng thảo" (狂草), là một trong nhiều hình thức viết chữ trong nghệ thuật thư pháp, do vậy ông được người đời sau xưng là "thảo thánh". Do vậy, ông và Hoài Tố , người cùng thời, được người đời xưng tụng là "cuồng thảo nhị tuyệt" (狂草二絕: hai bậc tuyệt đỉnh về cuồng thảo), là "Điên Trương tuý Tố" (顛張醉素: Trương Húc điên, Hoài Tố say). Tương truyền, ông đã lấy cảm hứng từ những màn múa kiếm của Công Tôn Đại Nương rồi đưa vào phong cách viết đặc biệt của mình.

## Thi phẩm tiêu biểu
| Nguyên tác: 桃花溪 隱隱飛橋隔野煙， 石磯西畔問漁船。 桃花盡日隨流水， 洞在清溪何處邊。 | Hán-Việt: Đào hoa khê Ẩn ẩn phi kiều cách dã yên, Thạch ky tây bạn, vấn ngư thuyền. Đào hoa tận nhật tùy lưu thủy, Động tại thanh khê hà xứ biên ? | Trần Trọng Kim dịch thơ: Suối hoa đào Cầu bay cách khói mờ mờ, Hỏi thăm thuyền cá đậu bờ đá kia. Suốt ngày nước chảy hoa đi, Chẳng hay trong suối, động kề mé nao? |

## Thông tin thêm
Lý Kỳ, cũng là một danh sĩ sống cùng thời, đã mô tả phong cách sống của Trương Húc qua bài thơ sau:
| Nguyên tác: 贈張旭 張公性嗜酒， 豁達無所營。 皓首窮草隸， 時稱太湖精。 露頂據胡床， 長叫三五聲。 興來灑素壁， 揮筆如流星。 下舍風蕭條， 寒草滿戶庭。 問家何所有， 生事如浮萍。 左手持蟹螯， 右手執丹經。 瞪目視霄漢， 不知醉與醒。 諸賓且方坐， 旭日臨東城。 荷葉裹江魚， 白甌貯香粳。 微祿心不屑， 放神於八紘。 時人不識者， 即是安期生。 | Hán-Việt: Tặng Trương Húc Trương công tính thị tửu, Khoát đạt vô sở doanh. Hạo thủ cùng thảo lệ, Thì xưng Thái Hồ tinh. Lộ đỉnh cứ Hồ sàng, Trường khiếu tam ngũ thanh. Hứng lai sái tố bích, Huy bút như lưu tinh. Hạ xá phong tiêu điều, Hàn thảo mãn hộ đình. Vấn gia hà sở hữu, Sinh sự như phù bình. Tả thủ trì giải ngao, Hữu thủ chấp đan kinh. Trừng mục thị tiêu hán, Bất tri tuý dữ tỉnh. Chư tân thả phương toạ, Húc nhật lâm đông thành. Hà diệp khoả giang ngư, Bạch âu trữ hương canh. Vi lộc tâm bất tiết, Phóng thần ư bát hoành. Thì nhân bất thức giả, Tức thị An Kỳ sinh. |